# Wout Brama
Wout Brama (Almelo, 21 augustus 1986) is een voormalig Nederlands profvoetballer die doorgaans als middenvelder heeft gespeeld. Hij komt sinds seizoen 2018/19 uit voor FC Twente. Brama komt uit de jeugd van FC Twente en speelde van 2005 tot en met 2014 voor het eerste elftal van deze club. Tussen 2014 en 2018 kwam hij uit voor achtereenvolgens PEC Zwolle, FC Utrecht en het Australische Central Coast Mariners. Hij speelde in 2009 en 2010 drie interlands voor het Nederlands voetbalelftal.

## Clubcarrière

### Jeugd
Wout Brama vond zijn eerste voetbalclub in zijn geboorteplaats Almelo in de vorm van PH Almelo. Na negen jaar bij PH gevoetbald te hebben werd hij gescout door FC Twente. Hij maakte op 12-jarige leeftijd de overstap naar de club uit Enschede, waar hij de rest van de jeugdopleiding doorliep tot en met de A1. In zijn laatste jaar in de jeugd tekende Brama een contract voor drie jaar, waarmee hij zich tot medio 2008 aan FC Twente bond. Tevens kreeg hij toen te horen dat hij met ingang van seizoen 2005/06 deel uit zou maken van het eerste elftal van FC Twente.

### FC Twente

#### 2005/06
In 2005 debuteerde Brama in de hoofdmacht van Twente onder trainer Rini Coolen in de uitwedstrijd tegen Roda JC. Tijdens dat seizoen zag hij Coolen vertrekken, waarna Jan van Staa het seizoen afmaakte. Uiteindelijk dwong hij met de ploeg een ticket af voor de UEFA Intertoto Cup. In totaal kwam Brama in dat seizoen in 29 competitiewedstrijden in actie, maar was niet trefzeker.

#### 2006/07
Met de komst van Fred Rutten als hoofdtrainer in seizoen 2006/07 verloor Brama zijn basisplaats in het elftal. Het middenveld werd doorgaans gevormd door Orlando Engelaar, Karim El Ahmadi en Otman Bakkal. Twente verloor echter niet het vertrouwen in de middenvelder en bood hem een vernieuwd contract aan. Hierop tekende hij bij tot medio 2010. In totaal kwam hij wel in 19 competitieduels in actie, maar wist wederom niet tot scoren te komen.

#### 2007/08
In het tweede seizoen onder Rutten werd er steeds vaker een beroep gedaan op Brama. Een vaste basisspeler werd hij nog niet, maar wel de meest gebruikte invaller. In totaal speelde Brama in seizoen 2007/08 dertig duels, waarvan 26 in de competitie. Net als in de voorgaande twee seizoenen wist hij niet tot scoren te komen.

#### 2008/09

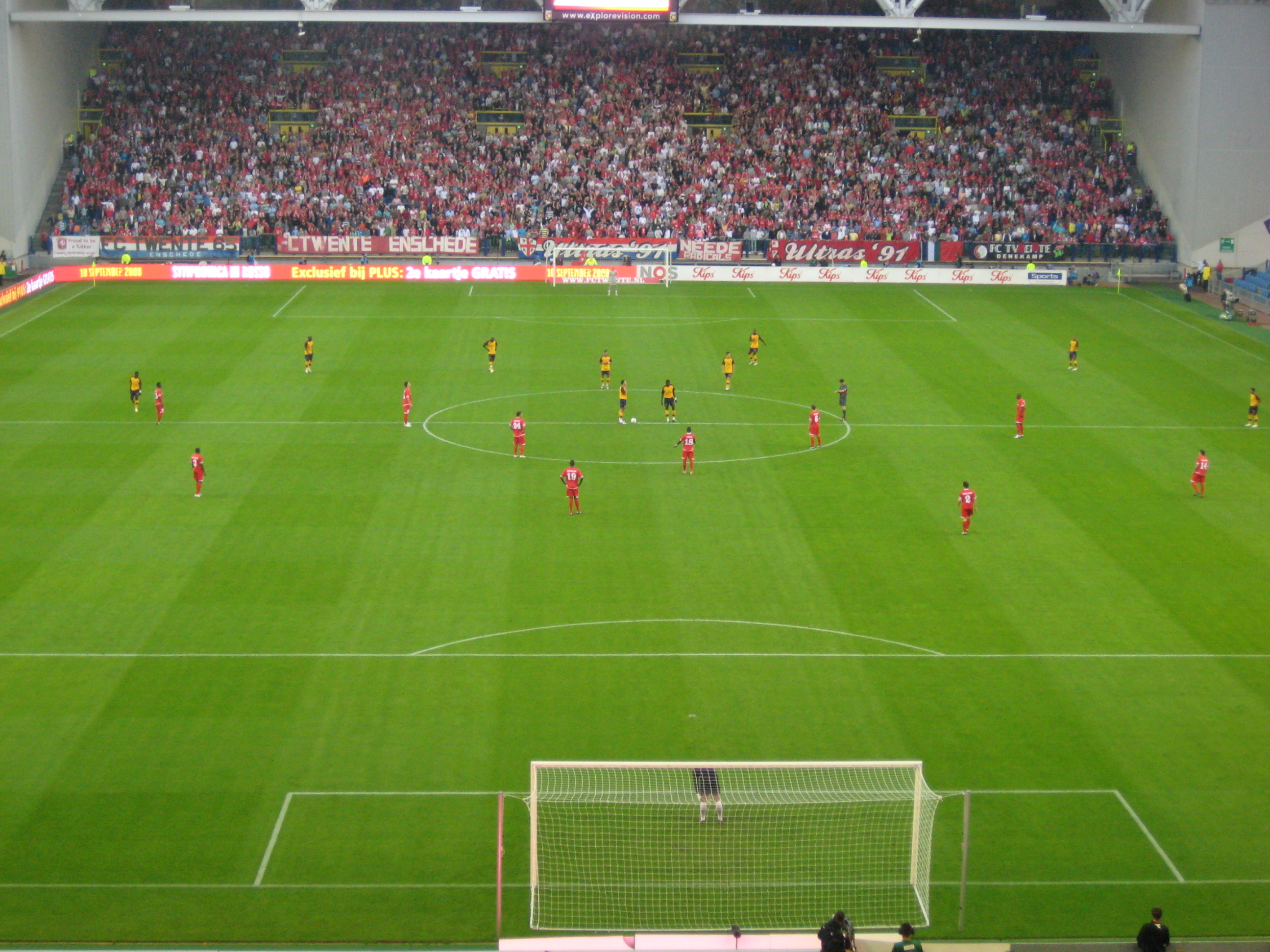
Brama startte in de thuiswedstrijd tegen Arsenal in de basiself.

Doordat FC Twente zich plaatste voor de voorronde van de Champions League werd voor Brama in seizoen 2008/09 de kans op de Olympische Spelen door de neus geboord. Uiteindelijk leverde hem dat wel een basisplaats op in de wedstrijden tegen Arsenal onder de nieuwe trainer Steve McClaren. Sindsdien werd Brama een vaste waarde in het elftal. In de tweede seizoenshelft verlengde hij zijn contract bij de club, waardoor hij vanaf dan tot medio 2012 vast lag. Hij miste dat seizoen maar twee competitieduels en speelde in totaal 47 officiële duels. Zijn eerste doelpunt in Twentse dienst liet echter nog op zich wachten.

#### 2009/10
In seizoen 2009/10 beleefde Brama zijn beste seizoen tot dan toe bij FC Twente. Als vaste waarde op het middenveld werd hij landskampioen met de club. Tevens wist hij in de uitwedstrijd tegen Willem II zijn eerste treffer te maken. Gedurende het seizoen kwam hij in 46 officiële duels in actie, daarin scoorde hij eenmaal. Ook maakte hij zijn debuut in het Nederlands elftal.

#### 2010/11
In seizoen 2010/11 kreeg Brama wederom met een nieuwe trainer te maken. Onder Michel Preud'homme kreeg hij in de voorbereiding al diverse malen de aanvoerdersband om. Tevens probeerde de oefenmeester zijn rol in het elftal te veranderen. Zo was het de bedoeling dat hij meer diepgang in zijn spel zou gaan leggen en een van de dragende spelers in het elftal zou worden. Een half jaar later besloten Brama en Twente het contract van de middenvelder met twee seizoenen te verlengen. Hij staat vanaf dan tot medio 2014 onder contract bij de Tukkers. In de eerstvolgende wedstrijd scoorde hij zijn tweede doelpunt in Twentse dienst; de gelijkmaker tegen Feyenoord. In maart van 2011 scoorde hij zijn tweede treffer van het seizoen tegen VVV-Venlo. Brama was die wedstrijd aanvoerder bij afwezigheid van Peter Wisgerhof. In april van dat jaar gaf hij in een interview aan dat hij niet zo nodig bij FC Twente hoeft te vertrekken en dat hij er prima op z'n plek zit.

Ik voel me prettig in deze omgeving, sowieso in het oosten van het land. Waar ik ook heen zal gaan in de toekomst, beter en mooier dan dit wordt het niet. Dat denk ik echt. Veel goede spelers zijn hier de laatste jaren vertrokken, maar ze hebben het bijna nooit meer zo goed gehad als hier. De faciliteiten, de sfeer. Alles eigenlijk.
— Wout Brama in april 2011 in DePers over een mogelijk buitenlands avontuur.

Brama kwam gedurende het seizoen 2010/11 48 officiële duels in actie, waarin hij driemaal scoorde. Een van die doelpunten scoorde hij in de bekerfinale. Dat seizoen won hij zowel de Johan Cruijff Schaal als de KNVB beker met de club. In het klassement van Voetbal International werd Brama daarnaast samen met Ruud Vormer verkozen tot Speler van het jaar.

#### 2011/12
Met Co Adriaanse kreeg Brama in seizoen 2011/12 weer met een nieuwe trainer te maken. Ook onder deze oefenmeester was Brama een vaste waarde. In de beginfase van het seizoen won hij met FC Twente opnieuw Johan Cruijff Schaal, door wederom Ajax in de eigen ArenA te verslaan. In de competitie scoorde Brama in de uitwedstrijd tegen RKC Waalwijk op 15 oktober met zijn hoofd. Enkele dagen later scoorde hij zijn eerste Europese treffer. Tegen Odense BK was hij verantwoordelijk voor de openingstreffer na een een-tweetje met Luuk de Jong. Twente won met 1–4 in Denemarken. In de winterstop werd Adriaanse vervangen voor Steve McClaren. Ook onder hem bleef Brama een vaste waarde. Op 23 februari speelde Brama zijn 48e Europacup-duel (exclusief Intertoto) voor FC Twente, de met 1–0 gewonnen wedstrijd tegen Steaua Boekarest. Daarmee verbeterde hij het clubrecord dat op naam stond van Kees van Ierssel en Kick van der Vall. In totaal kwam Brama in 50 officiële duels in actie en scoorde tweemaal voor de club in 2011/12.

#### 2012/13 en 2013/14
In seizoen 2012/13 bleef Brama een vaste waarde. Tijdens het overgrote deel van seizoen 2013/14 was hij uitgeschakeld door een blessure aan de hiel.

#### 2014 tot 2018
Brama verruilde in 2014 FC Twente transfervrij voor PEC Zwolle. Per 1 januari 2017 verkaste hij naar FC Utrecht, waar hij een contract tekende voor anderhalf jaar. Door een clausule in zijn contract kon hij Utrecht na een half jaar verlaten voor een buitenlandse club. Brama tekende een contract voor twee jaar bij het Australische Central Coast Mariners.

#### Vanaf 2018
In seizoen 2018/19 keerde Brama terug bij FC Twente, dat in het seizoen daarvoor naar de Eerste divisie gedegradeerd was. Brama werd aanvoerder, speelde veel en promoveerde met FC Twente naar de Eredivisie.
In het seizoen 2019/20 speelde FC Twente in de Eredivisie, met Brama als aanvoerder. Na de winterstop behoorde hij echter niet meer tot de selectie. Er was een conflict ontstaan tussen Brama en de clubleiding. Een groep supporters nam het op voor Brama, die door hen als een clubicoon wordt gezien.
Zowel in 2020 als in 2021 verlengde Brama zijn contract met een jaar. Op 9 april 2023 speelde hij zijn driehonderdste Eredivisieduel voor FC Twente. 
In mei 2023 maakte Brama via de clubwebsite van FC Twente bekend dat hij na het seizoen 2022/23 stopt met voetballen. Een van de redenen was dat het bestuur zijn rol marginaler voor zich zag voor het nieuwe seizoen. Op de laatste Eredivisie speeldag in het seizoen 2022/23 kwam Brama in de 91e minuut in het veld voor Misidjan in de met 3–1 gewonnen thuiswedstrijd tegen Ajax. Na afloop nam Brama afscheid van het publiek en kwam er officieel een einde aan zijn Eredivisiecarrière. Op 11 juni 2023 speelde Brama zijn laatste wedstrijd als profvoetballer. In de play-off wedstrijd voor Europees voetbal thuis tegen Sparta Rotterdam werd hij in de 78e minuut gewisseld voor Mathias Kjølø. 

## Clubstatistieken
| Seizoen         | Club                   | Competitie      | Competitie | Competitie | Beker | Beker | Internationaal | Internationaal | Overige | Overige | Totaal | Totaal |
| Seizoen         | Club                   | Competitie      | Wed.       | Dlp.       | Wed.  | Dlp.  | Wed.           | Dlp.           | Wed.    | Dlp.    | Wed.   | Dlp.   |
| --------------- | ---------------------- | --------------- | ---------- | ---------- | ----- | ----- | -------------- | -------------- | ------- | ------- | ------ | ------ |
| 2005/06         | FC Twente              | Eredivisie      | 29         | 0          | 3     | 0     | –              | –              | 6       | 0       | 38     | 0      |
| 2006/07         | FC Twente              | Eredivisie      | 19         | 0          | 3     | 0     | 4              | 0              | 0       | 0       | 26     | 0      |
| 2007/08         | FC Twente              | Eredivisie      | 26         | 0          | 1     | 0     | 2              | 0              | 1       | 0       | 30     | 0      |
| 2008/09         | FC Twente              | Eredivisie      | 32         | 0          | 5     | 0     | 10             | 0              | –       | –       | 47     | 0      |
| 2009/10         | FC Twente              | Eredivisie      | 31         | 1          | 3     | 0     | 12             | 0              | –       | –       | 46     | 1      |
| 2010/11         | FC Twente              | Eredivisie      | 31         | 2          | 5     | 1     | 11             | 0              | 1       | 0       | 48     | 3      |
| 2011/12         | FC Twente              | Eredivisie      | 33         | 1          | 1     | 0     | 13             | 1              | 3       | 0       | 50     | 2      |
| 2012/13         | FC Twente              | Eredivisie      | 25         | 1          | 0     | 0     | 14             | 0              | –       | –       | 39     | 1      |
| 2013/14         | FC Twente              | Eredivisie      | 5          | 1          | 0     | 0     | 0              | 0              | –       | –       | 5      | 1      |
| 2013/14         | Jong FC Twente         | Eerste divisie  | 1          | 0          | 0     | 0     | –              | –              | 0       | 0       | 1      | 0      |
| 2014/15         | PEC Zwolle             | Eredivisie      | 20         | 0          | 3     | 1     | 0              | 0              | 2       | 0       | 25     | 1      |
| 2015/16         | PEC Zwolle             | Eredivisie      | 25         | 1          | 1     | 0     | 0              | 0              | 2       | 1       | 28     | 2      |
| 2016/17         | PEC Zwolle             | Eredivisie      | 14         | 1          | 3     | 0     | 0              | 0              | 0       | 0       | 17     | 1      |
| 2016/17         | FC Utrecht             | Eredivisie      | 18         | 0          | 1     | 0     | 0              | 0              | 0       | 0       | 19     | 0      |
| 2017/18         | FC Utrecht             | Eredivisie      | 0          | 0          | 0     | 0     | 2              | 0              | 0       | 0       | 2      | 0      |
| 2017/18         | Central Coast Mariners | A-League        | 22         | 2          | 0     | 0     | 0              | 0              | 0       | 0       | 22     | 2      |
| 2018/19         | FC Twente              | Eerste divisie  | 24         | 2          | 3     | 0     | –              | –              | 0       | 0       | 27     | 2      |
| 2019/20         | FC Twente              | Eredivisie      | 9          | 0          | 2     | 0     | –              | –              | 0       | 0       | 11     | 0      |
| 2020/21         | FC Twente              | Eredivisie      | 20         | 1          | 1     | 0     | –              | –              | 0       | 0       | 21     | 1      |
| 2021/22         | FC Twente              | Eredivisie      | 9          | 0          | 0     | 0     | –              | –              | 0       | 0       | 9      | 0      |
| 2022/23         | FC Twente              | Eredivisie      | 11         | 0          | 1     | 0     | 0              | 0              | 2       | 0       | 14     | 0      |
| Carrière totaal | Carrière totaal        | Carrière totaal | 404        | 13         | 36    | 2     | 68             | 1              | 18      | 1       | 526    | 17     |

## Interlandcarrière

### Nederlands elftal

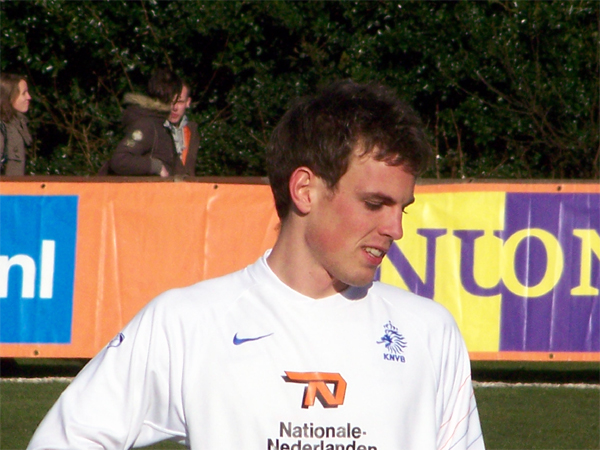
Brama bij Jong Oranje

In de A-jeugd werd Brama opgeroepen voor Nederland onder 18, waarna hij de jeugdselecties doorliep tot en met Jong Oranje. Onder Foppe de Haan kwam hij tien keer in actie voor het hoogste jeugdelftal van de KNVB. Op 19 november 2008 speelde hij zijn eerste interland voor Nederland B. Tegen Jong Zweden stond hij rechtshalf. De wedstrijd eindigde in een 0–3 nederlaag. Uiteindelijk speelde hij twee van de drie interlands, waarna het elftal weer werd opgeheven.
Op 10 november 2009 werd Brama voor het eerst opgeroepen voor het Nederlands elftal, voor oefeninterlands tegen Italië en Paraguay. Na afzeggingen van Demy de Zeeuw en David Mendes da Silva kwam Brama in beeld bij de bondscoach. Een paar dagen later, op 18 november, maakte Wout Brama zijn debuut in de vriendschappelijke wedstrijd tegen Paraguay (0–0). De wedstrijd werd gespeeld in het Abe Lenstra Stadion te Heerenveen. Brama viel in de 71e minuut in voor Mark van Bommel. Op 12 oktober 2010 viel hij in in de EK-kwalificatiewedstrijd tegen Zweden.
| Interlands van Wout Brama voor Nederland | Interlands van Wout Brama voor Nederland | Interlands van Wout Brama voor Nederland | Interlands van Wout Brama voor Nederland | Interlands van Wout Brama voor Nederland | Interlands van Wout Brama voor Nederland |
| №                                        | Datum                                    | Wedstrijd                                | Uitslag                                  | Competitie                               | Goals                                    |
| Als speler van FC Twente                 | Als speler van FC Twente                 | Als speler van FC Twente                 | Als speler van FC Twente                 | Als speler van FC Twente                 | Als speler van FC Twente                 |
| ---------------------------------------- | ---------------------------------------- | ---------------------------------------- | ---------------------------------------- | ---------------------------------------- | ---------------------------------------- |
| 1.                                       | 18 november 2009                         | Nederland – Paraguay                     | 0 – 0                                    | Vriendschappelijk                        | 0                                        |
| 2.                                       | 11 augustus 2010                         | Oekraïne – Nederland                     | 1 – 1                                    | Vriendschappelijk                        | 0                                        |
| 3.                                       | 12 oktober 2010                          | Nederland – Zweden                       | 4 – 1                                    | EK-kwalificatie '12                      | 0                                        |

Bijgewerkt op 28 augustus 2014.

## Erelijst
Als speler
| UEFA Intertoto Cup   | 1x | 2006       |
| Eredivisie           | 1x | 2009/10    |
| KNVB beker           | 1x | 2010/11    |
| Johan Cruijff Schaal | 2x | 2010, 2011 |
| Eerste divisie       | 1x | 2018/19    |

Individueel
| Individueel                  |    |                                |
| Gillette Speler van het Jaar | 1x | 2011 (Gedeeld met Ruud Vormer) |

## Trivia
- Brama is de enige speler die met dezelfde Nederlandse profclub alle te behalen Nederlandse prijzen heeft gewonnen.